# ダルシャン・クマール
ダルシャン・クマール（Darshan Kumar）は、インドのボリウッドで活動する俳優。

## 生い立ち
デリーのジャート族家庭の出身。24歳の時にムンバイに移住してサヘージ・シアター・グループで5年間働き、その後モトリー・プロダクションに移籍してナシールッディーン・シャーの下で10年間演技を学んだ。

## キャリア
『メアリー・コム』のキャスティング監督に誘われ同作のオーディションに参加し、主演のプリヤンカー・チョープラーの夫役に起用された。主要キャストへの起用はアヌシュカ・シャルマ主演の『NH10』が先だったが、公開時期は『メアリー・コム』の方が先になっている。映画の他にテレビシリーズ『Devon Ke Dev...Mahadev』への出演で知られている。

## フィルモグラフィ

### 映画

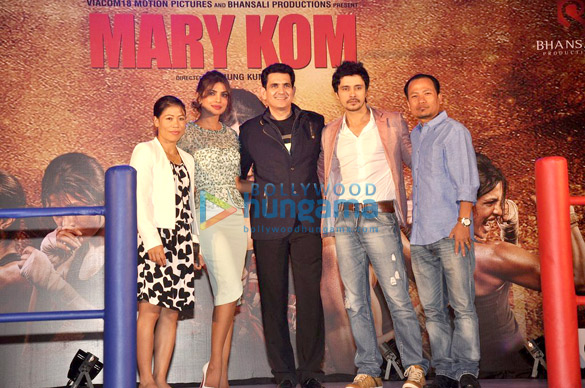
『メアリー・コム』のイベントに出席するダルシャン・クマール（右から2人目）とプリヤンカー・チョープラー（右から4人目）

- Tere Naam（2003年） - カナク・シャルマ
- メアリー・コム（英語版）（2014年） - オンレイ・コム[10]
- NH10（2015年） - サトビル[11]
- Sarbjit（2016年） - シェイク
- Mirza Juuliet（2017年） - ミルザ
- A Gentleman（2017年） - サブリ
- タイガー・バレット（2018年） - シェーカル・サルガオンカル

### テレビシリーズ
- Chotti Bahu（2008年-2010年） - プラブ
- Baba Aiso Varr Dhoondo（2010年-2012年）
- Devon Ke Dev...Mahadev（2011年-2014年） - シュクラ